# تریستون کاساس
تریستون کاساس (انگلیسی: Triston Casas؛ زادهٔ ۱۵ ژانویهٔ ۲۰۰۰) بازیکن بیس‌بال اهل ایالات متحده آمریکا است.
وی در مسابقات کشوری و بین‌المللی در مجموع برندهٔ ۱ مدال طلا، ۱ مدال نقره شده‌است.